# 善進本町
善進本町（ぜんしんほんまち）は、愛知県名古屋市港区の地名。丁番を持たない単独町名である。住居表示未実施。

## 地理
名古屋市港区中央部に位置する。東は品川町、西は善南町、南は十一屋二丁目、北は善北町に接する。

## 歴史

### 町名の由来
善進町の名称に由来する。

### 沿革
- 1968年（昭和43年）3月26日 - 港区寛政町・善進町・十一屋町の各一部により、同区善進本町として成立[1]。

## 世帯数と人口
2019年（平成31年）3月1日現在の世帯数と人口は以下の通りである。
| 町丁     | 世帯数  | 人口    |
| -------- | ------- | ------- |
| 善進本町 | 715世帯 | 1,478人 |

### 人口の変遷
国勢調査による人口の推移
| 2000年（平成12年） | 1,133人 | [ WEB 6 ] |  |
| 2005年（平成17年） | 1,214人 | [ WEB 7 ] |  |
| 2010年（平成22年） | 1,413人 | [ WEB 8 ] |  |
| 2015年（平成27年） | 1,477人 | [ WEB 9 ] |  |

## 学区
市立小・中学校に通う場合、学校等は以下の通りとなる。また、公立高等学校に通う場合の学区は以下の通りとなる。
| 番・番地等 | 小学校               | 中学校               | 高等学校 |
| ---------- | -------------------- | -------------------- | -------- |
| 全域       | 名古屋市立高木小学校 | 名古屋市立宝神中学校 | 尾張学区 |

## 交通
南東端をあおなみ線が通過する。
南端を名四国道が通る。

## 施設
- 旭コークス工業荒子川工場[2]
- 荒子川公園[2]
- 中部電力パワーグリッド寛政変電所[3]
- 名古屋市消防局港消防署荒子川出張所[2]
- 社会福祉法人ゆうゆう会ぜんしん保育園[2][4][WEB 12]
- 善進農協会館[3] - 善進農業協同組合[5]の後、名古屋市農業協同組合を経てなごや農業協同組合の善進支店として利用[WEB 13]。

## その他

### 日本郵便
- 郵便番号 : 455-0813[WEB 3]（集配局：名古屋港郵便局[WEB 14]）。

### WEB
1. ↑  “愛知県名古屋市港区の町丁・字一覧”.   人口統計ラボ. 2017年10月7日閲覧。
2. 1 2  “町・丁目(大字)別、年齢(10歳階級)別公簿人口(全市・区別)”.   名古屋市 (2019年3月20日). 2019年3月21日閲覧。
3. 1 2  “郵便番号”.  日本郵便. 2019年3月17日閲覧。
4. ↑  “市外局番の一覧”.   総務省. 2019年1月6日閲覧。
5. ↑  名古屋市役所市民経済局地域振興部住民課町名表示係 (2015年10月21日). “港区の町名一覧”.   名古屋市. 2020年11月15日閲覧。
6. ↑  名古屋市役所総務局企画部統計課統計係 (2005年7月1日). “（刊行物）名古屋の町(大字)・丁目別人口 (平成12年国勢調査) 港区” (XLS). 2017年10月8日閲覧。
7. ↑  名古屋市役所総務局企画部統計課統計係 (2007年6月29日). “平成17年国勢調査　名古屋の町(大字)別・年齢別人口 港区” (XLS). 2017年10月8日閲覧。
8. ↑  名古屋市役所総務局企画部統計課統計係 (2012年6月29日). “平成22年国勢調査　名古屋の町(大字)別・年齢別人口 港区” (XLS). 2017年10月8日閲覧。
9. ↑  名古屋市役所総務局企画部統計課統計係 (2017年7月7日). “平成27年国勢調査　名古屋の町(大字)別・年齢別人口” (XLS). 2017年10月8日閲覧。
10. ↑  “市立小・中学校の通学区域一覧”.   名古屋市 (2018年11月10日). 2019年1月14日閲覧。
11. ↑  “平成29年度以降の愛知県公立高等学校（全日制課程）入学者選抜における通学区域並びに群及びグループ分け案について”.   愛知県教育委員会 (2015年2月16日). 2019年1月14日閲覧。
12. ↑  “法人案内”.   社会福祉法人ゆうゆう会. 2022年8月22日閲覧。
13. ↑  “善進支店”.   なごや農業協同組合. 2022年8月22日閲覧。
14. ↑  “郵便番号簿 2018年度版” (PDF).   日本郵便. 2019年4月14日閲覧。

### 文献
1. 1 2  名古屋市計画局 1992, p. 838.
2. 1 2 3 4 5 6 7  「角川日本地名大辞典」編纂委員会 1989, p. 1532.
3. 1 2 3 4  名古屋市計画局 1992, p. 526.
4. ↑  港区制施行五十周年記念事業実行委員会 1987, p. 323.
5. ↑  港区制施行五十周年記念事業実行委員会 1987, p. 136.